# Alessandro Hellmann
Alessandro Hellmann (Genova, 23 agosto 1971) è uno scrittore e autore di testi per la musica e il teatro italiano.
Ha ricevuto diversi riconoscimenti letterari e musicali - come il Premio Fabrizio De André, il Premio Guido Gozzano, il Biella Festival e il Premio Augusto Daolio.
Le sue canzoni sono state interpretate da numerosi artisti italiani, tra cui Simone Cristicchi, Rosario Di Bella, Juri Camisasca, Bungaro, Yo Yo Mundi, Alessandro Orlando Graziano, Irene Fargo, Anna Maria Castelli, Roberto Michelangelo Giordi, Priska, Luigi Mariano, Michele Amadori e Adolfo Durante.
Per Stampa Alternativa ha pubblicato i romanzi d'inchiesta David Lazzaretti. Vita, morte e miracoli di un figlio di Dio" (2013), da cui Simone Cristicchi ha tratto ispirazione per il suo monologo teatrale”Il secondo figlio di Dio”,  "Cuba. La rivoluzione imperdonabile. Da Cristoforo Colombo a Bush (2008) e Cent'anni di veleno. Il caso Acna: l'ultima guerra civile italiana (2005). 
Con Zona ha pubblicato “Decadence lounge. Viaggio nei non luoghi del nostro tempo” (2010), con Prospettiva Editrice La persistenza delle cose (2004), Storia di nessuno (2005).
Con Impressioni Grafiche ha pubblicato l’albo per bambini “Justus”, illustrato da Ivano Antonazzo.
“Cent’anni di veleno” è stato riedito in Italia e in Francia” nel 2017 da Les Editions Timbuctu rispettivamente con il titolo “Il fiume rubato” e “Le fleuve pillé”.
"Cent'anni di veleno" ha vinto il Premio "Il Saggio" del Centro Studi Storici di Eboli.
"Cuba. La rivoluzione imperdonabile" ha vinto il Premio Carver 2008. La raccolta di racconti inedita "La valle di Gioia" ha vinto il Premio Interrete 2011.
Nella sua opera letteraria ha descritto il punto di vista dei più deboli, resistenti o vinti, con uno stile umorale e personale, in un contesto narrativo-giornalistico, sempre in equilibrio tra il registro drammatico e il grottesco.
Per il teatro ha scritto  il monologo Il fiume rubato (interpretato da Andrea Pierdicca, allestito con la regia Nicola Pannelli e musiche di Yo Yo Mundi), dedicato alla drammatica vicenda della fabbrica "Acna" di Cengio, in Val Bormida. 
Ha scritto inoltre “Decadence Lounge” (con Viviana Mattei, regia di Fabrizio Matteini, produzione I Demoni, 2008), il libretto di Faust (produzione Musikohl, regia Claudio Boccaccini, musiche Roberto Chioccia, 2008), musical "colto" ispirato all'omonima opera di Goethe, i testi dei brani dello spettacolo di teatro-canzone Se io ho perso, chi ha vinto? interpretato da Anna Maria Castelli e, insieme ad Andrea Pierdicca e Antonio Tancredi, La solitudine dell'ape, interpretato da Andrea Pierdicca e Yo Yo Mundi. Ha inoltre collaborato al progetto artistico di "Cuba o muerte!" (Narramondo 2008, con Nicola Pannelli), di "O banqueiro anarquista" (Egumteatro 2009, con Laura Nardi e Amandio Pinheiro) e de “Le storie del buon Dio” (2013, con Danilo Nigrelli e Laura Nardi), vincitore del Premio “I Teatri del Sacro” nella sezione professionisti.
Hellmann ha partecipato a diverse trasmissioni televisive e radiofoniche della Rai e di altre emittenti indipendenti e i suoi testi sono stati pubblicati su alcune delle più importanti riviste letterarie italiane.

## Opere
- “La persistenza delle cose” (Prospettiva Editrice, 2004), poesie
- “Storia di nessuno” (Prospettiva Editrice, 2005), poesie
- “Cent'anni di veleno. Il caso Acna: l'ultima guerra civile italiana” (Stampa Alternativa, collana Strade Bianche, 2005), romanzo-inchiesta
- “Cuba. La rivoluzione imperdonabile. Da Cristoforo Colombo a Bush” (Stampa Alternativa, collana Eretica, 2008), in collaborazione con Nicola Pannelli
- “Senza fermarsi. Parole dal viaggio” (Azimut, 2008) – include i racconti inediti “Cracovia” e “Strasburgo”
- "Decadence Lounge. Viaggio nei nonluoghi del nostro tempo" (Zona Editrice, 2010)
- “Biglietto, prego” (zero91, 2012) – include il racconto inedito “Milano”
- "David Lazzaretti. Vita, morte e miracoli di un figlio di Dio" (Stampa Alternativa, collana Eretica, 2013)
- "La solitudine dell'ape" (Pentagora, 2016)
- "Justus" (Impressioni Grafiche, 2017)

## Discografia
- Alessandro Hellmann & Nestor Band, “Summertime blue – The Olesnica sessions” (CD, Musica Made in Biella / 3Lune Records, 2008)
- “Come prati a primavera” (CD, Maremosso 2019)

## Teatro
- “Il fiume rubato”, con Andrea Pierdicca, regia di Nicola Pannelli (produzione Narramondo, 2006) – è autore del testo e coautore delle musiche
- “Cuba o muerte!”, di e con Nicola Pannelli, (produzione Narramondo, 2007) – ha collaborato al progetto artistico
- “Decadence Lounge”, con Viviana Mattei, regia di Fabrizio Matteini (produzione I Demoni, 2008) - è autore del testo
- “Faust” (musical) – è autore del libretto su musiche del M° Roberto Chioccia (produzione Musikohl, 2008)
- "Se io ho perso, chi ha vinto?", con Anna Maria Castelli, regia di Abner Rossi (Isabella Network, 2011) - è autore dei testi delle canzoni
- "La solitudine dell'ape", con Andrea Pierdicca e Yo Yo Mundi, regia di Antonio Tancredi (L'arnia / Il gioco del mondo, 2012) - è coautore del testo insieme ad Andrea Pierdicca e Antonio Tancredi